# Pavonis Mons
Pavonis Mons (latin för "påfågelberg") är en stor sköldvulkan på Mars och den mellersta av tre vulkaner (kända som Tharsis Montes) på Mars belägen med koordinaterna 1.48°N 247.04°E. Den sträcker sig ungefär 14 km över sin bas. 
Pavonis Mons upptäcktes 1971 på bilder som togs av rymdsonden Mariner 9 och kallades ursprungligen Middle Spot. Dess namn blev formellt Pavonis Mons 1973. Den ekvatoriella platsen för dess topp och dess höjd gör den till den perfekta terminalen för en rymdhiss, och den har ofta föreslagits som rymdhissplats, särskilt inom science fiction.

## Allmän beskrivning
Pavonis Mons ligger vid den södra kanten av Tharsis fyrkant - ungefär 400 km sydväst om Ascraeus Mons (den nordligaste av Tharsis Montes) och 400 km nordost om Arsia Mons (den sydligaste toppen i kedjan). Tharsis Montes-vulkanerna ligger längs toppen av en nordostlig höjdsträckning (Tharsis bulge) som sträcker sig mer än 3 000 km över den västra ekvatorialregionen av Mars. Olympus Mons, den största kända vulkanen i solsystemet ligger vid kanten av utbuktningen Tharsis, ca 1 200 km nordväst om Pavonis Mons.

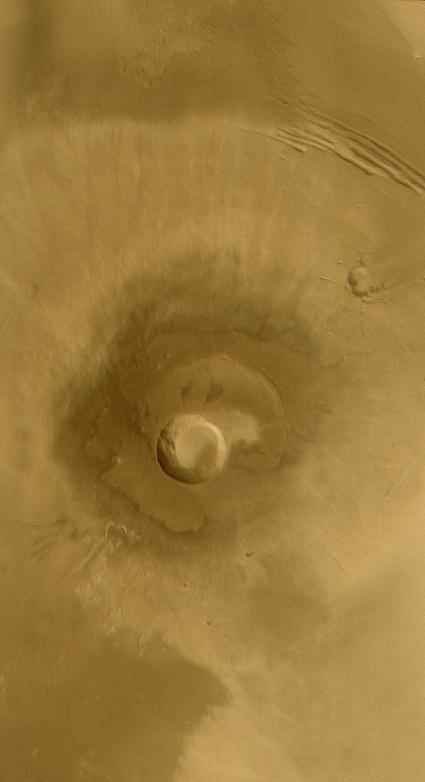
Mars Global Surveyor (MGS) Mars Orbiter Camera (MOC) vidvinkel färgkompositbild.

Pavonis Mons är den minsta av Tharsis Montes-vulkanerna med en bredd av ungefär 375 km och höjer sig 14 km över Mars genomsnittliga ytnivå. Som en sköldvulkan har Pavonis Mons en extremt låg profil med flanklutningar som bara är 4°. Toppen har en djup, cirkulär krater som är 47 km i diameter och nästan 5 km djup. En större, grundare sänka ligger omedelbart nordost om den mindre kratern. Den stora fördjupningen är ca 90 km i diameter och är strukturellt mer komplex än den mindre kratern.
Liksom det mesta av Tharsis-regionen har Pavonis Mons en hög albedo (reflektionsförmåga) och låg termisk tröghet, vilket tyder på att vulkanen och de omgivande områdena är täckta med stora mängder fint stoft. Stoftet bildar en mantel över ytan som döljer eller dämpar mycket av den finskaliga topografin och geologin i regionen. Tharsis är förmodligen stoftbelagd på grund av dess höga nivå. Toppen har ett atmosfärstryck på ca 130 Pa (1,3 mbar), eller omkring 21 procent av Mars genomsnittliga yttryck. Atmosfärens densitet är för låg för att röra upp och avlägsna stoft när det har deponerats.

## Geologi
Huvuddelen av vulkanens yta består av lavaflöden från tidig Amazoniantid. De nordliga sidorna på vulkanen är mycket varierade med sänkningar och normala förkastningar koncentriska till vulkanens toppkrater. Vid dess nedre östra flank finns en kedja av elliptiska eller ovala gropar, vilka bildades av förkastningar och tillhörande kollaps; branten på varje sida av sänkan är en förkastningslinje.

### Galciärer
Med hjälp av MGS- och Odyssey-data, i kombination med utvecklingen i studien av glaciärer, anser forskare att glaciärer en gång fanns på Pavonis Mons och förmodligen fortfarande gör det i viss utsträckning. Bevis för detta är koncentriska åsar (moräner "tappade" av glaciärer), ett knöligt område (orsakat av issublimering) och en slät sektion som flyter över andra avlagringar (stofttäckt glacial is). Isen kan ha deponerats när lutningen av Mars förändrade klimatet och därigenom förorsakade mera fuktighet i atmosfären. Studier tyder på att nedisningen inträffade under den senare Amazonianperioden, den senaste perioden i Mars-kronologin. Flera stadier av nedisning inträffade troligen. Den nuvarande isen representerar ytterligare en resurs för möjlig framtida kolonisering av planeten.

### Möjliga bevis om plattektonik
Pavonis Mons är den mellersta av tre vulkaner (tillsammans kända som Tharsis Montes) på Tharsishöjden nära ekvatorn på planeten Mars. De andra Tharsisvulkanerna är Ascraeus Mons och Arsia Mons. De tre Tharsis Montes, tillsammans med några mindre vulkaner i norr, bildar en ganska rak linje. Det har föreslagits att denna raka linje av vulkaner är resultatet av den typ av tektonisk plattrörelse som på jorden gör kedjor av "hot spot" vulkaner.